# 昆比塔拉
昆比塔拉是哥倫比亞的城鎮，位於該國西南部，由納里尼奧省負責管轄，距離首府帕斯托164公里，始建於1897年，面積280平方公里，海拔高度528米，2005年人口6,142。
1°40′37″N 77°19′31″W / 1.67694°N 77.3253°W